# Petr Netušil
Petr Netušil är en tjeckisk kanotist.
Han tog bland annat VM-silver i C-2 200 meter i samband med sprintvärldsmästerskapen i kanotsport 2002 i Sevilla.